# گربه‌ماهی شیشه‌ای (سرده)
گربه‌ماهی شیشه‌ای (نام علمی: Kryptopterus) یک سرده از گربه‌ماهی‌سانان متعلق به خانواده اسبله‌ماهیان است. این ماهی‌ها در آب‌های شیرین در سراسر جنوب شرق آسیا یافت می‌شوند. این ماهی‌ها دارای باله پشتی کاهش یافته یا کاملاً فاقد این باله هستند.
این گربه‌ماهی‌ها اندازه‌ای کوچک تا متوسط داشته و دارای بدنی مات یا شفاف هستند. از این‌رو نام رایج آن‌ها گربه ماهی شیشه‌ای آسیایی است. علی‌رغم این نام، فقط سه گونه توصیف شده از این سرده دارای بدن کاملاً شفاف هستند:
(K. minor) , (K. piperatus) و (K. vitreolus). مهم‌ترین گونه، گربه‌ماهی شیشه‌ای شبح (K. vitreolus) است که بیشتر در تجارت ماهی‌های آکواریومی خرید و فروش می‌شود.

## گونه‌ها
تا سال ۲۰۱۳ مجموعاً ۱۸ گونه از این ماهی‌ها توصیف شده‌اند.
- Kryptopterus baramensis Ng، 2002
- Kryptopterus bicirrhis (والنسین، 1840)
- Kryptopterus cheveyi Durand، 1940
- Kryptopterus cryptopterus (بلیکر، 1851)
- Kryptopterus dissitus Ng، 2001 (ماهی چوبی هندوچینی)
- Kryptopterus geminus Ng، 2003
- Kryptopterus hesperius Ng، 2002 (ماهی چوبی مکونگ)
- Kryptopterus lais (بلیکر، 1851)
- Kryptopterus limpok (بلیکر 1852)
- Kryptopterus lumholtzi Rendahl (هیلمار، 1922)
- Kryptopterus macrocephalus (بلیکر، 1858) (گربه ماهی شیشه ای راه‌راه)
- Kryptopterus minor (رابرتس، 1989)
- Kryptopterus mononema (بلیکر، 1846)
- Kryptopterus palembangensis (بلیکر، 1852)
- Kryptopterus paraschilbeides (ان‌جی، 2003)
- Kryptopterus piperatus (ان‌جی و هادیاتی، 2004)
- Kryptopterus schilbeides (بلیکر، 1858)
- Kryptopterus vitreolus (ان‌جی و کُتلات، ۲۰۱۳) (گربه‌ماهی شبح، ماهی شبح، گربه‌ماهی شیشه‌ای)[۴]

برخی از گونه‌هایی که قبلاً در این سرده قرار داشتهاند امروزه به سرده‌های دیگر اسبله‌ماهیان منتقل شده‌اند.